# Генріх (князь ободритів)
Генріх I (нар. до 1066 — пом. 1127) — верховний князь ободритів у 1093—1127 роках. На його час припадає найбільше розвишення Ободрицької держави.

## Життєпис

### Молоді роки
Походив з династії Наконідів. Молодший син Годеслава, верховний князь ободритів, та Сігрід, доньки данського короля Свейна II. Був ще досить малим, коли у 1066 році загинув його батько. Рятуючись від повсталин поган, Генріх разом з матір'ю втекли до Данії. Тут він перебував до 1090 року.
У 1090 році Генріх, здобувши підтримку данців і саксів напав на землі верховного князя ободритів Круто з метою повернути собі батьківський престол. Круто намагався відволікти увагу Генріха умовляннями і пропозиціями, а сам декілька разів готував на нього замахи, які не вдались через невірну Крутову дружину Славіну. 1093 року Круто погодився передати Генріху землі рарогів (власне ободритів), проте під час зустрічі Генріха з Круто, останнього за наказом Генріха було вбито. Після цього Генріх став новим князем і оженився на удові Круто — Славіні.

### Князювання
Генріх підпорядкував собі Ободрицьку державу, перемігши в союзі з саксами і данцями Рохеля, князь вагрів, у битві при Шмілау (поблизу Раценбургу в Гольштейні). Того ж року переніс столицю ободритів з Реріка (Веліграда) до Любіци (Старого Любеку), яку було відновлено. Тому часто в німецьких хроніках його називають Генріхом Любецьким. Завдяки зусиллям Генріха I Любіца отримала новий поштовх до розквіту, за дозволом верховного князя тут осідали торговці та ремісники з данських областей.
У 1093 році приніс васальну присягу Магнусу Біллунгу, герцогу Саксонії. У союзі з останнім зміцнив владу над усіма ободрицькими племенами, розширивши межі своєї держави до Одеру. При Генріху I племена хижан і через пенян були включені до держави ободритів.
Генріх I став першим з одобрицьких князів, що карбував власну монету з зображенням стіни і башти на одному боці та подвійний хрест на іншому. Крім правителів рюгенських слов'ян, Генріх був єдиним зі слов'янських володарів, удостоєних в хроніці Гельмольда титулу короля. 
Основним своїм ворогом Генріх I вважав рюгенських слов'ян (руян), які 1100 року намагалися атакувати Ободрицьку державу, оскільки були занепокоєні розширенням впливу ободритів на значну частину племінного союзу лютичів. Велике військо руян вдерлося до ободритів, але Генріх I переміг його у битві при Любіці. У 1100-1101 роках підкорив племена брежан, лінонів, гаволян. 
Зібравши численні загони, у свою чергу Генріх I в союзі з Лотарем, герцогом Саксонії (майбутнім імператором), рушив у похід проти руян. На річці Пена (кордон земель ободритів і лютичів) у 1114 році, де саксонський герцог перемагає черезпенян і рюгенського князя на черезпенян данину. Генріх I рушив далі на острів Рюген, де перемагає руян і накладає данину на самих рюгенських слов'ян. Згодом васалом ободрицького князя стало плем'я поморян.
Але після цього у 1123-1124 та 1124-1125 роках провів ще два походи проти руян як помсту за вбивство сина Вальдемара. У 1126 році надав дозвіл місіонеру віцеліну проповідував християнство серед ободритів та лютичів. Водночас Генріх I оголосив свободу віросповіданню. 
На кінець життя держава Генріха I мала межі, починаючи від берегів Північного моря в Нордальбінгіі (сучасний Гольштейн) на заході і виходили за Одру і включали в себе Помор'я на сході. На півдні його влада простягалася до річки Гаволи в районі сучасних Бранденбурга і Берліна (включно з землями гаволян). Таким чином Ободрицька держава об'єднувала слов'янські племінні союзи ободритів, лютичів (лише стодоряни не увійшли до складу держави, але сплачували Генріху данину), поморян, а також саксонські племена дітмаршів, штормарнів, гользатів. Верховний князь контролював слов'янський ділянку південнобалійського торгового шляху з Хедебю (Шлезвігу) і Старигарда через Волін і Деммін на Київську Русь.

## Родина
1. Дружина — данська аристократка.
Діти:
- Вальдемар (д/н — 1123)
- Канут (д/н — 1128), верховний князь у 1127—1128 роках

2. Дружина — Славіна.
- Мстівой (д/н — бл. 1126)
- Свентіполк (д/н — 1129), верховний князь у 1127—1129 роках